# 미부역
미부역(일본어: 壬生駅)은 일본 도치기현 시모쓰가군 미부정에 있는 도부 철도 우쓰노미야 선의 역이다. 역 번호는 TN 33이다.

## 역 구조
섬식 승강장 1면 2선의 지상역이다. 역사는 선로의 서쪽에 있고 승강장은 지하도에서 연결된다. 이 밖에 개찰 외에는 동서 연결 지하도가 설치되어 있다. PASMO 대응 간이 IC카드 개찰기의 설치역이다.
역전에는 "급행 정차"의 표지가 설치되어 있지만, 실제로 정차하는 것은 2006년 3월에 급행으로 격상된 특급 "시모쓰케"이다.
1984년 1월 31일까지는 오모이강 하천 부지에 오구라강 자갈선이 접속했었고 그 잔영으로 신토치기로 화물 플랫폼 흔적이 일부 남아 있으며 차내에서도 확인 가능하고 야슈오쓰카 ~ 당역 구간에는 1989년 11월까지 야나기하라 신호장이 있은 자갈 채취를 목적으로 하여 도부 야나기하라 선이 오모이강 하천 부지로 뻗어 있었다.

### 승강장
| 번호 | 노선          | 방향 | 행선                 |
| ---- | ------------- | ---- | -------------------- |
| 1    | 우쓰노미야 선 | 하행 | 도부 우쓰노미야 방면 |
| 2    | 우쓰노미야 선 | 상행 | 도치기 방면          |

## 역 주변
주변은 미부정 시가지이며 미부정의 행정, 공공 시설이 있다.
- 미부정사무소
- 미부성
  - 미브 중앙 공민관
  - 미브 정립 도서관
  - 미브 정립 역사 민속 자료관
- 미부 절
- 고쇼지
- 오고토 신사
- 시노노메 공원
  - 미부 정 만남 교류관
- 도치기 현도 121호 미부 정거장 - 도치기 현도 18호 오야마미부 선
- 도치기 현립 미부 고등학교
- 미부추오마치 우체국

## 역사
- 1931년 8월 11일: 영업 개시.
- 1937년 5월 14일: 오쿠라가와 자갈선 미부 ~ 오구라가와 채취장 구간 개업.
- 1984년 2월 1일: 오쿠라가와 자갈선 폐지.

## 사진

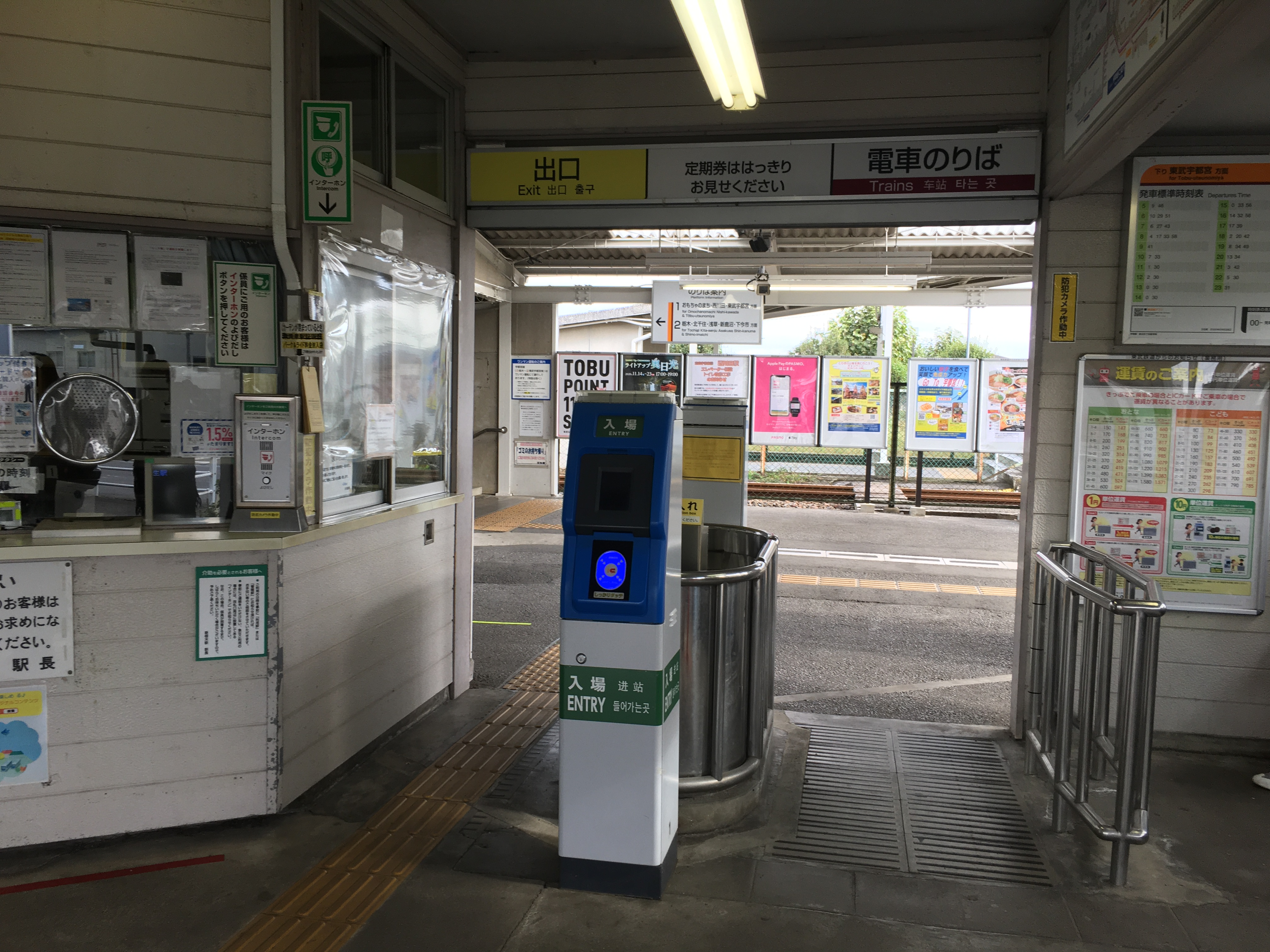
개찰(2020년 11월)

## 인접역
| 도부 철도 우쓰노미야 선      | 도부 철도 우쓰노미야 선 | 도부 철도 우쓰노미야 선           |
| ---------------------------- | ----------------------- | --------------------------------- |
| TN 32 야슈오쓰카 도치기 방면 |                         | 구니야 TN 34 도부 우쓰노미야 방면 |